# Zone érogène
Une zone érogène est une partie du corps humain qui, lorsqu'on la stimule, peut produire des sensations de plaisirs érotiques et peut provoquer une excitation sexuelle (lubrification vaginale, érection…).
La majorité des hommes et des femmes ont des zones érogènes communes, en particulier les organes génitaux et les caractères sexuels secondaires. Néanmoins, en fonction peut-être de différences génétiques ou physiologiques, mais surtout en fonction des expériences et des apprentissages sexuels, on observe des différences entre les personnes qui peuvent être relativement importantes.
À partir des études de l'anatomie et de la physiologie du corps, et de l'évaluation de l'érogénéité des différentes régions corporelles, il apparaît que le pénis et le clitoris sont les structures les plus érogènes, suivis par le vagin, la zone buccale (lèvres et langue), la nuque et les seins,. La région anale peut également devenir très érogène, peut-être en fonction des apprentissages sexuels et aussi de voies nerveuses communes avec les organes génitaux. D'autres zones corporelles, telles la nuque et l'intérieur des cuisses, ainsi que les oreilles chez la femme et le scrotum chez l'homme, sont des zones érogènes secondaires.
Néanmoins, comme le nombre d'études scientifiques concernant les zones érogènes est limité, plusieurs phénomènes relatifs à l'érogénéité du corps sont encore mal connus. À part les régions érogènes génitales, où les connaissances disponibles sont relativement bien étayées, des études complémentaires sont nécessaires pour améliorer la compréhension et la connaissance des zones érogènes non génitales.

## Sexologie (sexualité adulte)

### Étymologie
Le mot « érogène » provient du grec ancien ἔρως / érôs, « amour, désir », et du suffixe -gène signifiant « engendrer ».

### Zones érogènes primaires et zone érogènes secondaires (définition)
En fonction de la physiologie sexuelle, on distingue des zones érogènes primaires (ou orgasmogènes ou spécifiques) et des zones érogènes secondaires (ou non spécifiques). La stimulation des zones primaires, tels le pénis, le clitoris ou le vagin, peut déclencher un orgasme. Par contre, la stimulation des zones érogènes secondaires procure également des sensations de plaisir érotique, mais ne peut pas en général déclencher d'orgasme. La stimulation des zones secondaires facilite l'excitation sexuelle et les réactions sexuelles,.

### Localisation et érogénéité
Deux études récentes ont évalué l'intensité des sensations érotiques provoquées par la stimulation de zones spécifiques du corps,. Les résultats, provenant des réponses d'environ 1 500 personnes, sont présentés ci-dessous dans un schéma de synthèse et dans un tableau récapitulatif. Ces résultats correspondent à une moyenne et il existe une variation relativement importante d'une personne à l'autre, tout particulièrement pour les zones non génitales.

Schéma de synthèse des principales zones érogènes, chez les femmes et chez les hommes. Réalisé à partir de deux études, conçues spécifiquement pour évaluer les zones érogènes. Les zones ayant reçu une note moyenne supérieure à 5 sont indiquées. L'érogénéité de la région anale (fesse, anus, prostate) est plus importante chez les personnes indiquant des activités bisexuelles ou homosexuelles.

NB: en raison de quelques différences entre les deux études, les notes données par l'échantillon francophone (en vert) sont soit intercalées, soit, quand cela est possible, directement comparées avec les notes de l'échantillon anglophone (en orange). Dans la mesure du possible, les zones les plus érogènes sont présentées en premier.
|                       | Femmes     | Femmes      |                       | Hommes     | Hommes      |
|                       | Anglophone | Francophone |                       | Anglophone | Francophone |
| Clitoris              | 9,17       | 8,76        | Pénis                 | 9,00       | 8,79        |
| Vagin                 | 8,40       | 8,20        | Bouche / Lèvre        | 7,03       |             |
| Point G               |            | 7,79        | Prostate              |            | 4,89        |
| Bouche / Lèvre        | 7,91       |             | Scrotum               | 6,50       | 6,99        |
| Nuque                 | 7,51       |             | Intérieur des cuisses | 5,84       |             |
| Seins                 | 7,35       | 6,50        | Nuque                 | 5,65       |             |
| Mamelon               | 7,35       |             | Mamelon               | 4,89       |             |
| Intérieur des cuisses | 6,70       |             | Périnée               | 4,81       |             |
| Bas de la nuque       | 6,20       |             | Sommet du pubis       | 4,80       |             |
| Langue                |            | 6,18        | Langue                |            | 5,88        |
| Lèvres                |            | 5,69        | Lèvres                |            | 5,52        |
| Anus                  |            | 5,50        | Anus                  |            | 5,00        |
| Dos                   |            | 5,19        | Dos                   |            | 4,87        |
| Oreille               | 5,06       |             | Bas de la nuque       | 4,53       |             |
| Bas du dos            | 4,73       |             | Oreille               | 4,30       |             |
| Sommet du pubis       | 4,72       |             | Poitrine              | 4,14       | 4,52        |
| Fesses                | 4,53       | 5,91        | Fesses                | 4,06       | 5,60        |
| Tête et cheveux       | 4,14       | 3,53        | Tête et cheveux       | 3,53       | 3,70        |
| Ventre                | 3,97       | 4,89        | Ventre                | 3,01       | 4,35        |
| Hanche                | 3,57       |             | Bas du dos            | 2,86       |             |
| Côté                  | 3,50       |             | Mains                 | 2,83       |             |
| Épaules               | 3,27       |             | Côté                  | 2,83       |             |
| Périnée               | 3,01       |             | Doigts                | 2,76       |             |
| Haut du dos           | 2,98       |             | Bas des cuisses       | 2,48       |             |
| Mains                 | 2,73       |             | Hanche                | 2,31       |             |
| Bas des cuisses       | 2,60       |             | Haut du dos           | 2,22       |             |
| Omoplate              | 2,36       |             | Épaules               | 1,96       |             |
| Doigts                | 2,34       |             | Extérieur des cuisses | 1,91       |             |
| Extérieur des cuisses | 1,96       |             | Joue                  | 1,65       |             |
| Poignet               | 1,86       |             | Nombril               | 1,60       |             |
| Arrière du genou      | 1,70       |             | Omoplate              | 1,45       |             |
| Joue                  | 1,65       |             | Arrière du genou      | 1,40       |             |
| Nombril               | 1,62       |             | Pied                  | 1,34       |             |
| Pied                  | 1,32       |             | Haut des bras         | 1,30       |             |
| Œil et tempe          | 1,24       |             | Œil et tempe          | 1,22       |             |
| Haut des bras         | 1,15       |             | Doigts de pied        | 1,00       |             |
| Avant bras            | 0,93       |             | Poignet               | 0,99       |             |
| Doigts de pied        | 0,85       |             | Avant bras            | 0,97       |             |
| Front                 | 0,85       |             | Menton                | 0,63       |             |
| Mollet                | 0,57       |             | Mollet                | 0,62       |             |
| Menton                | 0,55       |             | Chevilles             | 0,47       |             |
| Chevilles             | 0,54       |             | Front                 | 0,46       |             |
| Rotule                | 0,44       |             | Nez                   | 0,36       |             |
| Tibia                 | 0,29       |             | Rotule                | 0,32       |             |
| Nez                   | 0,24       |             | Coude                 | 0,22       |             |
| Coude                 | 0,16       |             | Tibia                 | 0,20       |             |

Les principaux résultats de ces deux études sont similaires aux résultats d'études physiologiques qui, au cours de plus de 10 000 cycles de réponses sexuelles, ont montré que le pénis et le clitoris étaient les principales zones érogènes du corps.
Par ailleurs, les résultats sont relativement similaires entre les hommes et les femmes. Les zones érogènes génitales, primaires, sont les plus érogènes. La zone orale est très érogène tandis que la plupart des autres parties du corps sont faiblement érogènes. Les différences notables sont limitées à quelques zones, tels l'intérieur de la cuisse, la nuque ou les oreilles, qui sont un peu plus érogènes chez la femme. La seule différence majeure se situe au niveau des seins, qui sont bien plus érogènes chez la femme.
Les écarts entre les deux études sont faibles pour les zones érogènes primaires, et plus variables pour les autres régions du corps, ce qui correspond vraisemblablement aux différences d'apprentissages et de vécus sexuels. Par exemple, des personnes qui ont régulièrement des activités anales donnent des notes plus importantes pour les régions anales. Par ailleurs, des femmes ayant un vaginisme douloureux donnent en général une note proche de 0 pour le plaisir vaginal, ce qui modifie les résultats de l'enquête. Ainsi, en excluant de l'enquête les personnes qui ont vécu des expériences sexuelles négatives (douleurs, agressions, dégoût…), les zones érogènes primaires sont encore plus distinctes des autres zones (très faible écart type et donc résultats statistiques davantage significatifs).

### Fonctions des zones érogènes primaires
Des études globales et pluridisciplinaires permettent de mieux définir, caractériser et comprendre les zones érogènes. Dans l'organisation générale de l'organisme des mammifères, les zones érogènes primaires ont apparemment deux grandes fonctions : déclencher les réflexes sexuels de la copulation (lubrification vaginale, érection, éjaculation…) et induire des apprentissages qui améliorent la copulation et le comportement de reproduction.
Le clitoris et le pénis apparaissent comme étant les deux principales structures spécifiquement organisées pour participer directement à la copulation et induire des apprentissages liés à cette copulation. Chez la femelle (cf schéma ci-dessus), la stimulation du clitoris (parties externe et interne, en particulier le gland et le vestibule,) induit la lubrification vaginale, renforce le réflexe crucial de la lordose, déclenche dans quelques espèces le réflexe neuroendocrinien de l'ovulation,, et, via les connexions avec le système de récompense (flèches bleues), induit des conditionnements sexuels et l'apprentissage d'une motivation à répéter la copulation (motivation sexuelle). Chez le mâle, les sensations péniennes guident l'intromission, déclenchent l'érection puis l'éjaculation, et, au niveau cérébral, induisent comme chez la femelle des conditionnements sexuels et l'apprentissage de la motivation sexuelle.

### Anatomie
Une structure corporelle devient une zone érogène primaire apparemment si elle possède plusieurs caractéristiques anatomiques spécifiques. C'est du tissu muco-cutané, qui est un tissu de transition entre la peau externe et les muqueuses internes. Cette peau particulière est caractérisée par une moindre épaisseur du derme et les structures neurales sensitives sont plus proches de l’épiderme que dans les autres types de peau (glabre ou poilue). Une zone érogène est également densément innervée et aurait une forte capacité d’éveil cortical. Les nerfs sensitifs sont reliés à une boucle réflexe d'un processus liée à la reproduction. Enfin, il existe une relation anatomique et fonctionnelle avec le système de récompense.

### Physiologie
Les sensations érotiques générées par la stimulation d'une zone érogène proviennent de différents types de processus neurobiologiques, qui sont influencés directement ou indirectement par l'expérience individuelle et par le contexte culturel. Le point G, les seins et la zone orale sont trois exemples typiques de ces processus érogènes particuliers.
La zone du point G, actuellement très controversée,, est un bon exemple d'une zone érogène liée à une zone érogène primaire. Il semblerait que l'érogénéité de cette zone provienne de l'anatomie particulière de cette région, où la partie interne du clitoris (bulbe du clitoris, appelé également vestibule du clitoris ou fascia de Halban), les glandes de Skène, et le vagin sont en contact. La stimulation de cette zone G active simultanément les récepteurs sensoriels de la paroi antérieure du vagin, ceux des glandes de Skène et ceux du bulbe du clitoris. Ce serait la sommation de toutes ces sensations qui générerait la sensation érotique particulière provenant du point G.
La zone des organes lactogènes, les seins et surtout les mamelons, est un bon exemple d'une zone érogène qui n'a aucun rapport avec la copulation, tout en étant une structure réflexogène liée au système de récompense et à la reproduction. Chez les mammifères, les organes lactogènes ne jouent aucun rôle dans le comportement sexuel, et dans quelques sociétés humaines les seins ne sont pas considérés comme un organe « sexuel », ni comme une zone érogène. La nature érogène des seins proviendrait de ses relations fonctionnelles particulières avec le système de récompense. Chez les rongeurs, les hormones inhibent et activent alternativement soit les processus liés à la copulation, soit ceux liés à l'allaitement. Mais chez l'être humain, la sexualité est dissociée des cycles hormonaux et tous ces processus peuvent être activés simultanément. Les récompenses cérébrales provenant de la stimulation des mamelons incitent à répéter (ou à faire répéter) ces stimulations. Les seins peuvent ainsi être inclus dans le comportement érotique. Dans quelques sociétés de Nouvelle-Guinée, c'est même l'allaitement qui est inclus dans le comportement sexuel.
La zone orale, qui correspond essentiellement à la partie initiale du tube digestif, est un bon exemple d'une zone potentiellement très érogène, qui n'a pourtant aucun rapport ni avec la copulation, ni avec la reproduction. Chez les mammifères non hominidés (soit 99 % des mammifères), le baiser avec la langue n'est pas pratiqué, ni dans plusieurs sociétés humaines (Adaman, Balinais, Chamorros, Chewas, Lepchas, Manus, Sirionos, Thongas, Tinguians),. Actuellement, les processus neurobiologiques qui rendent érogènes les zones corporelles sans aucun rapport avec la reproduction (nuque, oreille, lèvres, langue…) sont mal connus.
C'est apparemment une interaction de plusieurs facteurs qui est à l'origine de l'érogénéité de certaines régions corporelles, comme la zone orale, anale ou la nuque : une innervation dense et une forte capacité d'éveil cortical, parfois des voies nerveuses communes avec des zones érogènes primaires, combiné à des conditionnements et des apprentissages sexuels,. En l'absence d'apprentissages sexuels, même les zones érogènes primaires pourraient ne pas être érogènes. Ce serait une des causes de l'anorgasmie primaire. Et comme exemple ethnographique, il semblerait que les femmes So, en Ouganda, ne ressentent pas de plaisir sexuel. Par ailleurs, il existe plusieurs phénomènes mal compris. Par exemple les doigts, qui sont pourtant densément innervés et d'une grande sensibilité tactile, restent peu érogènes alors qu'au contraire la zone buccale, également bien innervée et sensible, peut devenir très érogène.
En conclusion, des recherches complémentaires sont actuellement nécessaires pour comprendre le détail des processus de l'apprentissage sexuel, et comprendre les raisons pour lesquelles certaines parties du corps, en particulier celles non liées à la reproduction, peuvent devenir érogènes, voire très érogènes.

### Relations entre zones érogènes et orgasmogènes
Les zones corporelles les plus érogènes sont également les zones qui sont les plus orgasmogènes, c'est-à-dire qui peuvent presque toujours déclencher un orgasme quand elles sont stimulées. En particulier les zones primaires, pénis (chez 98 % des personnes interrogées), clitoris (95 %) et vagin (72 %), sont très orgasmogènes. Le scrotum (29 %) et les seins (14 %) sont faiblement orgasmogènes. Tout comme le caractère érogène, la nature orgasmogène de certaines zones semble apparemment dépendre des pratiques sexuelles. C'est le cas de la zone G, qui est déclarée plus orgasmogène chez les femmes bisexuelles (60 % contre 48 % chez les hétérosexuelles), de l'anus (36 % contre 18 %), et chez les hommes également l'anus (47 % contre 18 % chez les hétérosexuels) et le scrotum (44 % contre 29 %). Mais, là encore, des études interdisciplinaires sont nécessaires pour préciser les relations entre zones érogènes et orgasmogènes.

### Relations entre zones érogènes et activités sexuelles
Les zones corporelles les plus érogènes, et aussi les plus orgasmogènes, sont les régions du corps qui sont les plus impliquées et les plus stimulées durant les activités sexuelles. Le but des activités sexuelles apparaît comme étant la recherche des sensations érotiques les plus intenses, par la stimulation des zones les plus érogènes,.

### Limites méthodologiques
Il existe plusieurs types de problèmes relatifs à l'étude des zones érogènes. En particulier un contexte culturel peu favorable à la recherche sur la sexualité,, ainsi qu'un manque d'études sur des populations non occidentales,.
Par exemple, quels auraient été les résultats des enquêtes, citées en début d'article chez des populations dont la sexualité est très différentes de celle des Occidentaux ? Quelles notes auraient été données aux lèvres et à la langue dans une société où le baiser est considéré comme dégoûtant ? Quelles notes auraient été données au clitoris et au vagin par les femmes So, en Ouganda, qui avaient déclaré aux ethnologues que leurs rapports sexuels étaient douloureux ? La prise en compte des différences transculturelles est très importante pour la compréhension de la sexualité humaine.
Par ailleurs, il est très important de noter qu'il n'existe que peu d'études scientifiques concernant les zones érogènes, et la plupart concernent les zones érogènes génitales. Les études spécifiques à l'ensemble des zones érogènes sont très rares. En particulier, il existe une étude relative aux caractéristiques de la peau et des récepteurs sensoriels des zones érogènes (le tissu muco-cutané), une autre concerne les caractéristiques neurophysiologiques qui rendent érogène une zone corporelle (la densité de l'innervation et la capacité d'éveil cortical), et deux études évaluant et comparant l'intensité érogène des différentes régions du corps,. En raison du nombre limité d'études scientifiques disponibles, les informations concernant les zones érogènes que l'on peut trouver dans les différents médias proviennent surtout – influencés par le contexte culturel occidental – du contenu d'autres médias et des observations cliniques des sexologues.
Ensuite, en particulier pour les deux enquêtes par questionnaires, l'échantillon est relativement faible (environ 1 500 personnes) et comme les enquêtes ont été réalisées par Internet, il est difficile d'évaluer la représentativité de ces échantillons. Par ailleurs, on remarque que l'évaluation d'une zone érogène semble dépendre en partie de la manière dont la question est formulée. Par exemple le baiser sexuel implique toute la bouche, mais plus particulièrement les lèvres et surtout la langue. Et l'érogénéité de la bouche (femmes : 7,91 ; hommes : 7,03), qui pourtant est constituée de plusieurs structures peu ou pas érogènes (dents, gencive…), est perçue comme plus intense que l'érogénéité des parties buccales érogènes, les lèvres (femmes : 5,69 ; hommes : 5,52) et la langue (femmes : 6,18 ; hommes : 5,88). De manière similaire, l'érogénéité du dos (femmes : 5,19 ; hommes : 4,87) est perçue supérieure à ses parties, le bas du dos (femmes : 4,73 ; hommes : 2,86) et le haut du dos (femmes : 2,98 ; hommes : 2,22).
Néanmoins, malgré ces limitations, la synthèse des données ontogénétiques, anatomiques, physiologiques, éthologiques, ethnologiques et des enquêtes déclaratives, indiquent que le pénis et le clitoris sont les principales zones érogènes primaires, spécifiquement organisées pour la reproduction, à l'origine d'apprentissages sexuels majeurs, et source des plaisirs les plus intenses,. Des études complémentaires, interdisciplinaires et transculturelles, sont nécessaires pour comprendre en détail les raisons pour lesquelles d'autres régions corporelles peuvent devenir érogènes.

## Psychanalyse

### Hystérie (Charcot): zones hystérogènes
Jean-Martin Charcot, dans son effort de comprendre l'hystérie, lia les crises dont sont victimes les hystériques à des zones dont émanent une excitation néfaste. La zone est qualifiée par le patient comme douloureuse, mais s'avère investie d'une sexualité pathogène.
Mais pour conforter ses théories devant le public de l'amphithéâtre de la Salpetrière, Charcot avait mis en scène des crises d'hystérie, préparées avec ses directives par ses chefs de clinique.

### Zones érogènes et pulsions partielles en psychanalyse
Cette section ne s'appuie pas, ou pas assez, sur des sources secondaires ou tertiaires indépendantes du sujet. Le texte peut contenir des analyses inexactes ou inédites de sources primaires.
Pour l'améliorer, ajoutez-en, ou placez des modèles {{Source secondaire souhaitée}} ou {{Source secondaire nécessaire}} sur les passages mal sourcés. (juin 2021)
Le concept de zone érogène s'avéra utile pour la conception psychanalytique du fonctionnement psychique, en effet basé sur la théorie de stades de développement psychique. La zone érogène y est vue comme source d'excitation, sur le modèle du stimulus, à la différence près que l'excitation fournie par la zone érogène est interne.
Sigmund Freud propose le modèle théorique de la pulsion. La pulsion, supposée excitation constante et de laquelle le sujet ne peut se détourner, a parmi ses caractéristiques celle d'une source. La source pulsionnelle est le fondement organique de la pulsion. Selon Freud, « à proprement parler, le corps entier est zone érogène », bien que certaines zones semblent plus disposées que d'autres à cette fonction.